# U-Verlagerung Bulldogge

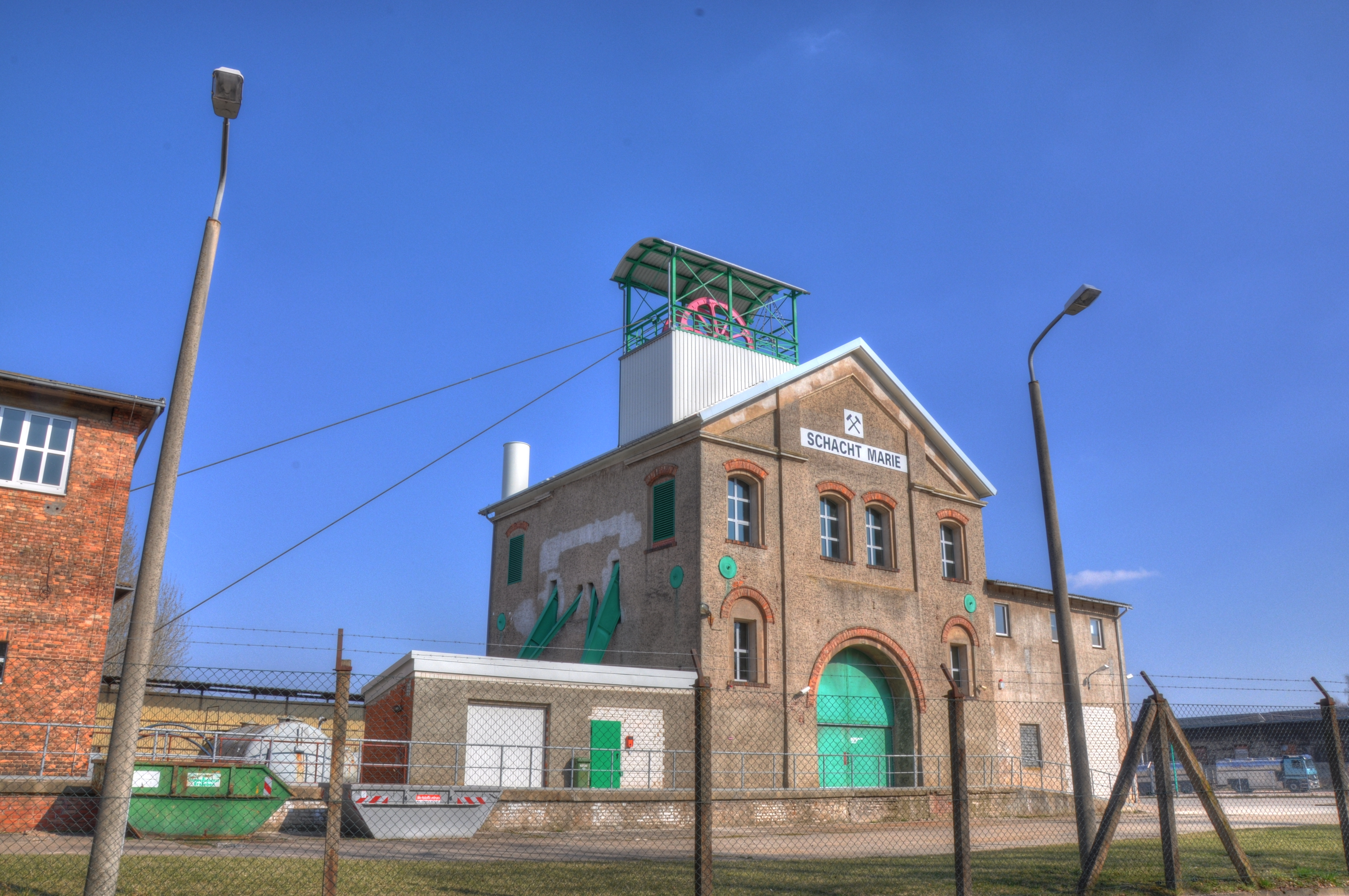
Schacht Marie

Die U-Verlagerung Bulldogge beherbergte zwischen 1937 und 1945 unterirdische, kriegswichtige Produktionsanlagen. Sie befand sich im ehemaligen Kali- und Steinsalzwerk Bartensleben in Beendorf (Sachsen-Anhalt).

## Geschichte

### Kali- und Steinsalzförderung
Der Kalibergbau in Beendorf begann 1897. Aus dieser Zeit stammt das Schachtgebäude. Die Förderung auf der Schachtanlage Marie wurde am 1. November 1924 eingestellt; die auf Schacht Bartensleben aufgrund des Reichskaligesetzes 1931. Das Werk wurde als Reserveanlage offengehalten. Zur Zeit des Nationalsozialismus verpachtete der Burbach-Konzern die Anlage an die Luftwaffe, wo sie ab dem 1. Mai 1937 als Munitionsanstalt diente.

### Umrüstung der Schachtanlage zur Munitionsanstalt
Für den Aus- und Umbau des Schachtes Marie war das Ingenieurbüro Walter Schlempp verantwortlich. Es organisierte u. a. die Unterbringung des Luftfahrtgerätewerks Hakenfelde und den dazu erforderlichen Umbau von Schachtröhre und Fördereinrichtung. Es wurde ein neues, niedrigeres Fördergerüst aufgestellt und anstelle der vorhandenen Dampffördermaschine eine elektrische Fördermaschine eingebaut.
Die Luftwaffe nutzte die Strecken des Bergwerks zur sicheren Lagerung von Flak-Munition. Ab Februar 1944 wurden weitere Rüstungsunternehmen von Berlin in das Bergwerk verlagert. 

### Zwangsarbeit
In der Rüstungsproduktion wurden Häftlinge eingesetzt. Damit ging die Gründung des KZs Beendorf im Februar/März 1944 einher. In Beendorf wurde unter anderem ein Außenlager des KZ Neuengamme eingerichtet. 
Viele Häftlinge aus Ungarn, Polen, Frankreich, Belgien, den Niederlanden und der UdSSR wurden in das Außenlager gebracht. Ebenfalls wurden Insassen anderer Konzentrationslager nach Beendorf verlegt, unter anderem aus Buchenwald, Sachsenhausen, Auschwitz, Bergen-Belsen und Neuengamme selbst.
Die männlichen Insassen wurden hauptsächlich zum Ausbau der unterirdischen Anlagen eingesetzt, während die weiblichen zur Rüstungsproduktion herangezogen wurden. Die Verlegung von Insassen nach Beendorf erfolgte bis in das Jahr 1945. Ab dem Jahre 1944 wurden neben der Munitionsproduktion für die Luftwaffe und Marine auch Elektronikteile für die V1 und V2 hergestellt. Die Schichtzeit der Häftlinge betrug zwölf Stunden, es wurde in zwei Schichten gearbeitet, je Insasse 72 Stunden die Woche.
Nach einem offiziellen Bericht vom 25. März 1945 arbeiteten insgesamt 2021 Frauen und 749 Männer im Lager, unter anderem auch ein Kommando von etwa 200 sowjetischen gefangenen Soldaten, italienische Kriegsgefangene und etwa 3000 Zwangsarbeiter aus ganz Europa. Aufgrund der gestiegenen Bedeutung des Standorts Beendorf wurde in den späten Kriegsjahren versucht, den weißen Salzaushub vor den unterirdischen Anlagen mit Bäumen und sonstigen Holzresten zu tarnen, um eine mögliche Bombardierung durch Luftangriffe zu verhindern. Die Bestandteile dieser Tarnvorrichtung sind auch heute noch deutlich zu erkennen.

## Heutige Situation
1971 wurde aufgrund der Initiative des Schuldirektors ein Ausstellungsraum in der dem Schacht angrenzenden Schule eingerichtet.
Der Schacht Marie gehört zum Endlager für radioaktive Abfälle Morsleben (ERAM).